# الإسكندرية (هيفيسيس)
الإسكندرية (هيفيسيس) هو اسم لقلعة تقع على الضفة الغربية لنهر بيس توقف عندها الإسكندر الأكبر في 31 أغسطس 326 قبل الميلاد في سياق حملته الهندية. كانت القلعة تقع على الحدود الشرقية لإمبراطورية الإسكندر، أما اليوم فتقع بالقرب من أمريتسار في البنجاب، الهند 
عند نهر بيس، تمرد جيش الإسكندر ورفض التقدم إلى أقصى الشرق فقد كانوا متعبين للغاية، ويشعرون بالحنين إلى الوطن، وقلقون من الاضطرار إلى مواجهة الجيوش الهندية الأكثر قوة في سهل الغانج الهندي. في النهاية اقتنع الإسكندر بعد التحدث مع ضابطه كوينوس [الإنجليزية] وسماعه مطالب جنوده بأنه سيكون من الأفضل له العودة.